# Köpingebro
Köpingebro is een plaats in de gemeente Ystad, in de Zweedse provincie Skåne län en het landschap Skåne. De plaats heeft 1060 inwoners (2005) en een oppervlakte van 92 hectare.

## Verkeer en vervoer
Langs de plaats loopt de Riksväg 9.
Köpingebro ligt aan de spoorlijnen Ystad - Eslöv, Tomelilla - Brösarp en Ystad - St. Olof.